# The West Coast Sound
The West Coast Sound - Shelly Manne and His Men Vol. 1 est un album du batteur de Jazz West Coast, Shelly Manne.

## Enregistrement
L'album est, à l'origine, un 25cm sorti en 1953 sur Contemporary Records, C-2503, et comprenant huit titres. Il ressort en 1956, sous la forme d'un 30cm, C-3507, augmenté de quatre nouveaux titres enregistrés en 1955.

### Musiciens
Les sessions sont enregistrées par trois septettes qui sont composés de:
- 6 avril 1953 : Bob Enevoldsen (vt), Art Pepper (as), Bob Cooper (ts), Jimmy Giuffre (bs), Marty Paich (p), Curtis Counce (b), Shelly Manne (d).
- 20 juillet 1953 : Bob Enevoldsen (vt), Bud Shank (as), Bob Cooper (ts), Jimmy Giuffre (bs), Marty Paich (p), Joe Mondragon (b), Shelly Manne (d).
- 13 septembre 1955 : Bob Enevoldsen (vt), Joe Maini (as), Bill Holman (ts), Jimmy Giuffre (bs), Russ Freeman (p), Ralph Pena (b), Shelly Manne (d).

### Dates et lieux
- 2, 5, 6, 9 : Studio Contemporary, Los Angeles, Californie, 6 avril 1953
- 4, 7, 11, 12 : Studio Contemporary, Los Angeles, Californie, 20 juillet 1953
- 1, 3, 8, 10 : Studio Contemporary, Los Angeles, Californie, 13 septembre 1955

## Titres
| N°     | Titre                                | Compositeur                                               | Durée |
| ------ | ------------------------------------ | --------------------------------------------------------- | ----- |
| Face 1 |                                      |                                                           |       |
| 1.     | Grasshopper                          | Shelly Manne                                              | 2:48  |
| 2.     | La Mucura                            | Traditionnel, arrangements de Shorty Rogers               | 3:00  |
| 3.     | Summer Night                         | Harry Warren, Al Dubin                                    | 3:16  |
| 4.     | Afrodesia                            | Shorty Rogers                                             | 3:26  |
| 5.     | You and the Night and the Music      | Arthur Schwartz, Howard Dietz, arrangements de Bill Russo | 3:06  |
| 6.     | Gazelle                              | Bill Russo                                                | 3:00  |
| Face 2 |                                      |                                                           |       |
| 7.     | Sweets                               | Bill Russo                                                | 2:50  |
| 8.     | Spring is Here                       | Richard Rodgers, Lorenz Hart, arrangements de Bill Holman | 2:39  |
| 9.     | Mallets                              | Shorty Rogers                                             | 3:15  |
| 10.    | You're Getting to Be A Habit With Me | Harry Warren, Al Dubin, arrangements de Bob Enevoldsen    | 3:27  |
| 11.    | You're My Thrill                     | Ned Washington, Burton Lane, arrangements de Marty Paich  | 2:54  |
| 12.    | Fugue                                | Jimmy Giuffre                                             | 2:45  |

## Discographie
- 1956, Contemporary Records - C-3507 (LP)

## Référence
- Nesuhi Ertegün, Liner notes de l'album Contemporary Records, 1953.